# France 3 Occitanie

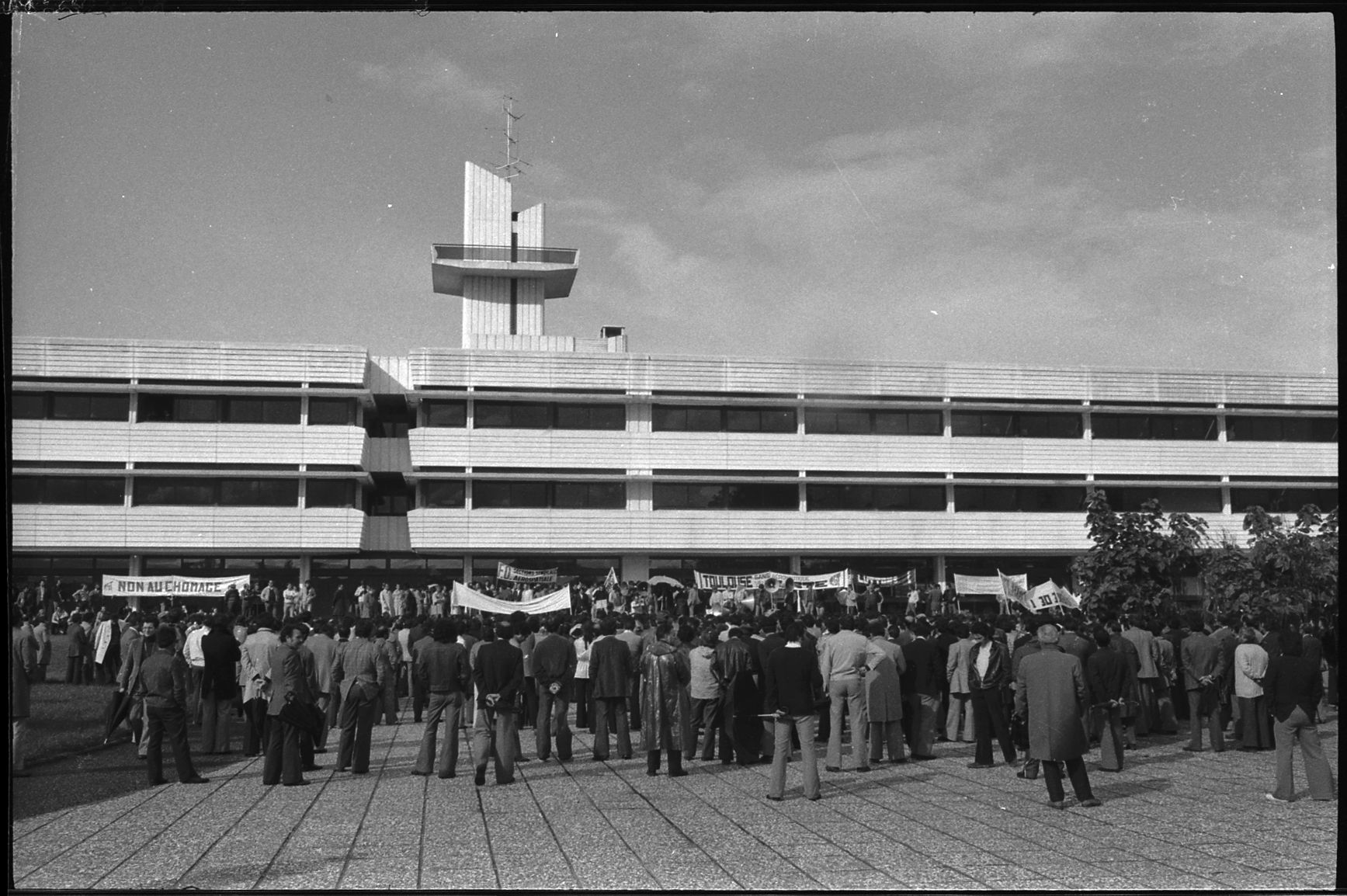
Le 24 septembre 1974, vue des manifestants devant les bureaux de la ORTF. Aujourd'hui siege de France 3 Occitanie

France 3 Occitanie est l'une des 13 directions régionales et territoriales de France 3 (groupe France Télévisions). Elle regroupe deux antennes de proximité en Occitanie : France 3 Languedoc-Roussillon et France 3 Midi-Pyrénées.

## Histoire
Pour se conformer au nouveau découpage administratif, issu de la réforme territoriale de 2014, et afin de doubler le temps d'antenne des programmes régionaux, la direction de France Télévisions annonce, le 15 décembre 2016, une réorganisation de son réseau régional pour janvier 2017. Les 4 pôles de gouvernance, provenant du découpage de 2009, sont abandonnés au profit de 13 directions régionales, correspondant aux limites administratives des régions de la réforme territoriale de 2014. Les 24 antennes de proximité sont maintenues au sein des 13 directions régionales,. 
En janvier 2017, la direction régionale de France 3 Occitanie est créée, qui regroupe les antennes de proximité France 3 Languedoc-Roussillon et France 3 Midi-Pyrénées.